# Горний Лакош
Горний Лакош (словен. Gornji Lakoš) — поселення в общині Лендава, Помурський регіон, Словенія. Висота над рівнем моря: 161,1 м.